# Otávio Azevedo
Otávio Marques de Azevedo (Belo Horizonte, 31 de maio de 1951) é um engenheiro e empresário brasileiro graduado em Engenharia Econômica pela Universidade Federal de Minas Gerais (UFMG) e Planejamento Estratégico pela Fundação Getulio Vargas (FGV), e ex-executivo CEO da Andrade Gutierrez, um conglomerado brasileiro. Recebeu um BS em Engenharia Elétrica pela Pontifícia Universidade Católica de Minas Gerais

## Trajetória
A partir de 1995, Otávio Azevedo participou ativamente das articulações para o ingresso da Andrade Gutierrez nos leilões do setor de telefonia. Azevedo costurou, à época, uma aliança com a Portugal Telecom. O grupo integrava o consórcio que arremataria o controle da Telesp Celular, mas saiu antes mesmo da licitação diante do alto custo do investimento. Anos mais tarde, o tempo mostraria que os caminhos da Andrade e da Portugal Telecom se cruzariam. A construtora, no entanto, não faria forfait no leilão da Telebrás. Ao lado de Sergio Andrade, Otávio Azevedo foi um dos artífices da formação do consórcio com a La Fonte e o investidor Antônio Dias Leite que ficaria com a concessão da Telemar. Otávio Azevedo então assumiu a presidência da Telemar. Azevedo conduziu, logo de início, um plano de expansão e modernização da empresa. Em quatro anos, a operadora saltou de 8 milhões para mais de 18 milhões de assinantes. Nos anos seguintes, já como presidente do Conselho de administração da Oi, Azevedo pontificou em duas das maiores negociações da história do setor, a fusão com a Brasil Telecom e, posteriormente, a associação com a Portugal Telecom.

## Operação Lava Jato
Em junho de 2015, Otávio Azevedo foi preso pela Polícia Federal (PF) como parte de uma grande investigação de corrupção pela força-tarefa do Ministério Público Federal na empresa estatal Petrobras, conhecido como Operação Lava Jato.

### Indiciamento
Em 19 de julho de 2015, a PF indiciou Otávio Azevedo no inquérito da 14º fase da Operação Lava Jato.

### Delação premiada
Durante o governo Lula, segundo a confissão de Azevedo, cobrava-se propina de um a cinco por cento dos contratos públicos das empreiteiras no Programa de Aceleração do Crescimento (PAC). Azevedo também confirmou ter injetado dinheiro desviado da Petrobras na campanha da ex-presidente Dilma Rousseff em 2014, a pedido dos ex-ministros Edinho Silva e Giles Azevedo. O empreiteiro e os outros executivos da Andrade listaram propinas nas obras da usina Eletronuclear de Angra 3 e da Usina Hidrelétrica de Belo Monte, implicando peemedebistas como Edison Lobão, Renan Calheiros e Romero Jucá, além dos estádios para a Copa do Mundo de 2014. Otávio Azevedo enumerou os ex-governadores José Roberto Arruda e Agnelo Queiroz, do Distrito Federal, Sérgio Cabral, do Rio de Janeiro, Eduardo Braga e Omar Aziz, do Amazonas, como beneficiários do dinheiro desviado nas arenas.
Em 7 de abril de 2016, o ministro do Supremo Tribunal Federal Teori Zavascki homologou a delação premiada de Otávio Azevedo. O jornal "Folha de S.Paulo" disse que a Andrade Gutierrez entregou uma planilha em que detalha as doações vinculadas à participação da empreiteira em contratos de obras públicas. A TV Globo confirmou que a delação do empresário indica que a propina revestida de doação legal foi para outras campanhas do PT e do PMDB nos anos de 2010, 2012 e 2014. O empreiteiro declarou em depoimento ao TSE que a Andrade Gutierrez fez doação de R$ 1 milhão ao PT em março de 2014. No entanto, a defesa de Dilma apresentou ao tribunal um cheque atestando o repasse de um milhão de reais do Diretório Nacional do PMDB para “Eleição 2014 Michel Temer vice-presidente” em julho de 2014. Na prestação de contas da campanha, não há qualquer outro registro de movimentação do mesmo valor que tenha passado pelas contas do PT. Confrontado com documentos que contradiziam o seu depoimento anterior, o executivo apresentou uma nova versão dos fatos e afirmou que a contribuição de R$ 1 milhão feita ao diretório do PMDB foi voluntária, sem nenhuma origem irregular.

### Condenação
Em 19 de setembro de 2016 foi condenado por Marcelo da Costa Bretas, juiz da 7ª Vara Federal Criminal, a 18 anos de prisão e multa  pelos crimes de corrupção ativa, lavagem de dinheiro e participação em organização criminosa. Pelos mesmos crimes, e na mesma ação, Flávio Barra foi  sentenciado a 15 anos de prisão.  A defesa e o Ministério Público não recorreram da sentença, que transitou em julgado.

## CPI da Petrobras
Em 31 de agosto de 2015, convocado para depor na CPI da Petrobras, Otávio Azevedo, permaneceu em silêncio.